# Phil Rudd
Phillip Hugh Norman Witschke Rudzevecius, meglio noto come Phil Rudd (Melbourne, 19 maggio 1954), è un batterista australiano, membro del gruppo hard rock degli AC/DC.

## Biografia
Phil Rudd nasce il 19 maggio 1954 a Melbourne, in Australia, da una famiglia di origine lituana. Si fa conoscere nell'ambiente musicale suonando con i Coloured Balls nei primi anni settanta, una violenta e chiassosa yob-rock-band. I due singoli Liberate Rock e Mess of Blues furono gli unici pezzi degni di nota di Phil con i Coloured Balls i quali, nel 1974, cambiarono il loro nome in "Buster Brown" e pubblicarono l'album "Something to Say" nel 1974. All'inizio del 1975 Phil ricevette la chiamata degli AC/DC e non esitò un attimo per cogliere al volo l'occasione. Il 5 novembre 2014 viene arrestato dai poliziotti di Tauranga con l'accusa di minacce di assassinio e detenzione di cannabis e metanfetamine; sebbene il primo capo d'accusa sia stato ritirato, Rudd è stato condannato agli arresti domiciliari per possesso ed uso di sostanze stupefacenti. A seguito del termine della sua condanna, nel 2017, ha cominciato ad esibirsi dal vivo con la formazione del suo progetto solista.

## La militanza con gli AC/DC
Phil ha militato negli AC/DC dal 1975 al 1983 e dal 1994 al 2014 per poi rientrare in formazione nel 2018. Nel 1983 alla fine della sessione di registrazione di Flick of the Switch, a causa di pesanti incomprensioni con il chitarrista Malcolm Young, lascia il gruppo e si trasferisce in Nuova Zelanda, dove si guadagna da vivere come pilota di elicotteri. Nel 1991, in occasione di una tappa neozelandese del "Razors Edge Tour" degli AC/DC, Rudd si incontra con i vecchi compagni. Nel 1994 rientra nuovamente nel gruppo, giusto in tempo per poi realizzare l'album Ballbreaker, uscito nel settembre del 1995.
Dal febbraio 2015 Rudd è stato sostituito da Chris Slade, già membro degli AC/DC nei primi anni novanta, il quale suonerà la batteria durante il Rock or Bust Tour.
Nel 2018 torna negli AC/DC per incidere l'album Power Up.

## Album da solista
Il 18 luglio 2014 è stato lanciato il singolo "Repo Man". Questa canzone farà parte del primo album da solista "Head Job", pubblicato il 29 agosto 2014. Phil è affiancato dal cantante e bassista Allan Badger e dal chitarrista Geoffrey Martin.

## Il drumset
Phil suona un kit 5 pezzi della Sonor (Sonor Classic designer series in acero canadese) con piatti Paiste

### Tamburi
Usa pelli Aquarian Classic Satin Finish o Evans G2 (spesso sabbiate), sul rullante invece usa le Acquarian Clear Power Dot o Evans G1 Clear Power Dot.
- Grancassa da 22x18"
- Tom da 13x13"
- 2 Timpani da 16x18" ; 18x18"
- Rullante medium da 14x5"

### Piatti
- Charleston da 14" - 2002 Formula Reflector Heavy
- 3 Crash da 20" - 2002
- 4 Crash da 19" - 2002

### Hardware
Usa sostegni della serie 600 della Sonor.
- SS 677 (Rullante)
- CBS 672 (Piatti) (x7)

### Bacchette
Easton Ahead 5A nella destra e Rock nella sinistra, nere con punta bianca

#### Accorgimenti
Phil cura molto l'accordatura della batteria, specialmente in studio, dato il drumming potente infatti la pelle del rullante potrebbe scordarsi più facilmente rispetto alla normalità. Phil ha suonato set della Sonor per la maggior parte della sua carriera, ma ha suonato anche dei kit Ludwig.